# Kreodanthus
Kreodanthus es un género de orquídeas. Tiene once especies. Es nativo de Cuba y del sur de México hasta Perú.

## Especies deKreodanthus
| - Kreodanthus casillasii R.González (1995) - Kreodanthus corniculatus (Rchb.f.) Garay (1977) - Kreodanthus crispifolius Garay (1978) - Kreodanthus ecuadorensis Garay (1987) - Kreodanthus elatus (L.O.Williams) Garay (1977) - Kreodanthus loxoglottis (Rchb.f.) Garay (1977) - Kreodanthus myrmex Ormerod (2005) - Kreodanthus ovatilabius (Ames & Correll) Garay (1977) - Kreodanthus rotundifolius Ormerod (2005) - Kreodanthus secundus (Ames) Garay (1977) - Kreodanthus simplex (C.Schweinf.) Garay (1977) - especie tipo |